# لیکاریو
لیکاریو یا آنطور که مورخان یونانی، دریاسالار بیزانسی ایتالیایی‌الاصل در قرن سیزدهم بود. او در مخالفت با بارون‌های لاتین («سه‌سالاران») زادگاهش ائوبویا، به خدمت امپراتور بیزانس، میخائیل هشتم (حکومت ۱۲۵۹–۱۲۸۲) درآمد و بسیاری از جزایر دریای اژه را در دهه ۱۲۷۰ به فرمان او درآورد.